# Гаррі Валь
Гаррі Валь (фін. Harry Wahl, 17 липня 1869 — 31 липня 1940) — фінський яхтсмен.
Срібний призер Олімпійських Ігор 1912 року в класі 10 метрів.